# Zatoka San Francisco

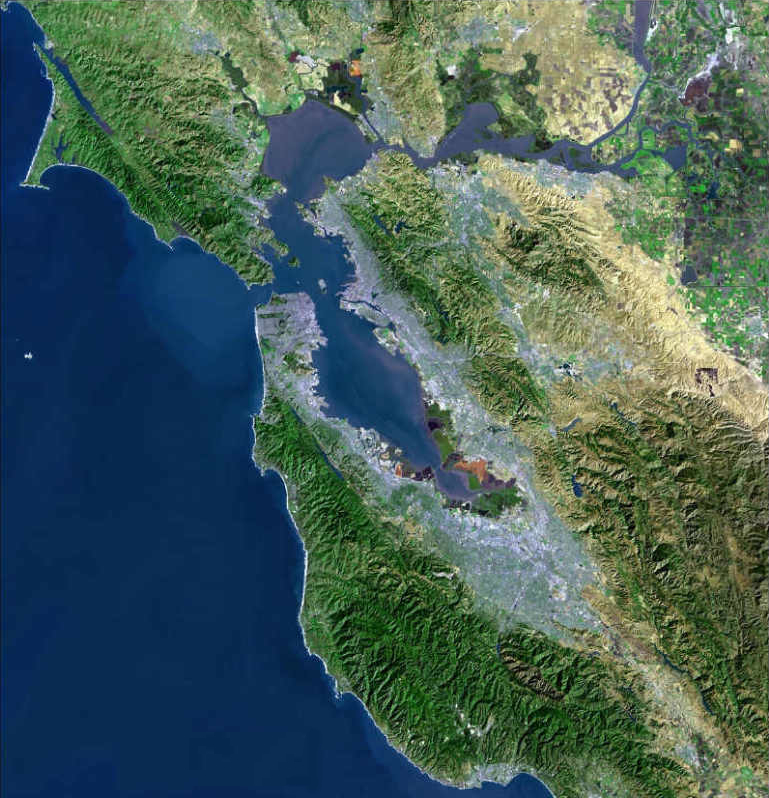
Zdjęcie satelitarne obszaru zatoki. Uskok San Andreas jest widoczny jako linia biegnąca po przekątnej z lewego górnego rogu do dolnego prawego. Zielone i złote pomarszczone obszary to góry, w większości niezamieszkane. Szary to obszar zabudowany. W górnym prawym rogu rolnicza nizina, część Doliny Kalifornijskiej.

Zatoka San Francisco (ang. San Francisco Bay) − płytkie, rozległe estuarium przez cieśninę Golden Gate (dosł. „złota brama”) połączone z Pacyfikiem. Zatokę otaczają miasta: San Francisco, Oakland i San Jose oraz szereg innych miejscowości tworzących aglomerację San Francisco Bay Area. Zlewisko zatoki obejmuje około 40% powierzchni stanu Kalifornia w USA. Rzeki Sacramento i San Joaquin, wypływające z gór Sierra Nevada, wpadają do zatoki Suisun, przepływają przez cieśninę Carquinez i razem z rzeką Napa uchodzą do zatoki San Pablo. Łączy się ona na południu z zatoką San Francisco. Nazwa ta obejmuje  często cały system zatok o łącznej powierzchni 4 200 km². Główna część zatoki ma od 5 do 20 km ze wschodu na zachód i od 77 do 100 km, w zależności od źródła, z północy na południe.
Pierwotnie większość wybrzeży zatoki stanowiły obszary podmokłe. Od połowy XIX wieku do końca XX ponad 1/3 tego obszaru została zasypana i w dużej części zabudowana. Powstałe grube pokłady wilgotnej ziemi zachowują się jak ciecz w czasie trzęsień ziemi. W czasie trzęsienia Loma Prieta w 1989 większość poważnych zniszczeń była na tych obszarach.
Zatoka została odkryta w 1769 przez Hiszpana Gaspara de Portolà, który nie mogąc odnaleźć Monterey, w poszukiwaniu wody i pożywienia, wylądował koło dzisiejszej Pacifica w hrabstwie San Mateo. Tam ze wzgórza dostrzegł zatokę. Natomiast, jako pierwszy, wpłynął do niej Juan de Ayala w 1775.
Zatoka jest miejscem rozrodu i „żłobkiem” dla pacyficznych zwierząt - m.in. ryb i krabów. Pozostałe słone bagna stanowią większość słonych bagien Kalifornii, utrzymują liczne zagrożone gatunki i odgrywają ważną rolę jako filtr zanieczyszczeń i osadów. Zatoka jest kluczowym ogniwem na szlaku wędrówek ptaków wzdłuż wybrzeża Pacyfiku, w tym dla milionów gęsi i kaczek.
Temperatura wody waha się w ciągu roku od 8 do 23 °C.
Przez zatokę przerzuconych jest 5 mostów: Golden Gate Bridge, Richmond–San Rafael Bridge, San Francisco–Oakland Bay Bridge, San Mateo–Hayward Bridge, Dumbarton Bridge.
Pośrodku zatoki znajduje się wyspa Alcatraz, na której mieściło się osławione więzienie Alcatraz Federal Penitentiary.
Przez górzystą wyspę Yerba Buena przebiega most San Francisco-Oakland Bay Bridge. Od północy przylega do niej sztuczna Treasure Island - miejsce wystawy światowej w 1939. Bliżej wybrzeża znajduje się wyspa Angel.